# Europas Grand Prix 1994
Europas Grand Prix 1994 var det fjortonde av 16 lopp ingående i formel 1-VM 1994. Loppet kördes i Spanien.

## Resultat
1. Michael Schumacher, Benetton-Ford, 10 poäng
2. Damon Hill, Williams-Renault, 6
3. Mika Häkkinen, McLaren-Peugeot, 4
4. Eddie Irvine, Jordan-Hart, 3
5. Gerhard Berger, Ferrari, 2
6. Heinz-Harald Frentzen, Sauber-Mercedes, 1
7. Ukyo Katayama, Tyrrell-Yamaha
8. Johnny Herbert, Ligier-Renault
9. Olivier Panis, Ligier-Renault
10. Jean Alesi, Ferrari
11. Gianni Morbidelli, Footwork-Ford
12. Rubens Barrichello, Jordan-Hart
13. Mark Blundell, Tyrrell-Yamaha
14. Michele Alboreto, Minardi-Ford
15. Pierluigi Martini, Minardi-Ford
16. Alessandro Zanardi, Lotus-Mugen Honda
17. Christian Fittipaldi, Footwork-Ford
18. Eric Bernard, Ligier-Renault
19. Domenico Schiattarella, Simtek-Ford

### Förare som bröt loppet
- Nigel Mansell, Williams-Renault (varv 47, snurrade av)
- David Brabham, Simtek-Ford (42, motor)
- Andrea de Cesaris, Sauber-Mercedes (37, gasspjäll)
- Érik Comas, Larrousse-Ford (37, generator)
- Jos Verstappen, Benetton-Ford (15, snurrade av)
- Hideki Noda, Larrousse-Ford (10, växellåda)
- Martin Brundle, McLaren-Peugeot (8, motor)

### Förare som ej kvalificerade sig
- Bertrand Gachot, Pacific-Ilmor
- Paul Belmondo, Pacific-Ilmor